# Mike d'Abo
Michael David d'Abo (1 de marzo de 1944) es un cantante y compositor británico, más conocido como vocalista de Manfred Mann desde 1966 hasta su disolución en 1969, y como compositor de las canciones "Handbags and Gladrags" y "Build Me Up Buttercup", esta última un éxito de The Foundations. Con Manfred Mann, d'Abo consiguió seis éxitos entre los veinte primeros de la UK Singles Chart, entre ellos "Semi-Detached Suburban Mr. James", "Ha! Ha! Said The Clown" y el éxito "Mighty Quinn".

## Primeros años
D'Abo nació en Betchworth, Surrey, hijo de Dorothy Primrose (de soltera Harbord) y de Edward Nassau Nicolai d'Abo, un corredor de bolsa de Londres. La familia d'Abo era de la nobleza terrateniente, de West Wratting, Cambridgeshire. Fue educado en la Wellesley House Prep School de Kent, y después en la Harrow School y en el Selwyn College de Cambridge. Mide 1,80 m y tiene unos ojos "que parecen cambiar honestamente de azul a marrón y a verde, dependiendo de la luz" (Pete Goodman, periodista musical). La intención original de D'Abo en Cambridge era leer teología y hacerse sacerdote, pero, ante "todo lo que había que aprender" (sobre todo griego y hebreo clásicos), y la desconexión entre la "extraña y poco práctica filosofía" que le enseñaban y su idealismo de "llevar consuelo a la gente" y difundir "el entendimiento en el mundo", "se desilusionó por completo" (Rave, noviembre de 1966). Se pasó a la economía, también sin éxito, y dejó Cambridge con "una colección de jazz de primera clase", pero sin completar sus estudios.

## Carrera musical

### Band of Angels
Su carrera musical comenzó cuando todavía estaba en la escuela Harrow. Tuvo un pequeño éxito con un grupo de Old Harrovians, A Band of Angels, que tenía su propia tira cómica en un semanario de música pop del Reino Unido, Fab 208. A Band of Angels no llegó a triunfar y d'Abo reflexionó más tarde sobre lo que les había ido mal: "No éramos el uno para el otro. No éramos un grupo. No querían que destacara demasiado, algo que ocurre de forma natural en la mayoría de los grupos.... Además, parecíamos anticuados cuando empezamos. Sabía que me veía mal pero no quería cambiar, me veía como yo y como soy. Es una suerte que ahora la moda esté de acuerdo conmigo" (Rave, noviembre de 1966).

### Manfred Mann
En julio de 1966, después de dejar A Band of Angels, D'Abo se unió a Manfred Mann, un grupo consolidado en las listas de éxitos, como sustituto del cantante Paul Jones, que se marchaba para iniciar una carrera en solitario. Las comparaciones entre d'Abo y Jones (a quien d'Abo se parecía físicamente) se convirtieron en una preocupación para los medios de comunicación en el momento del cambio, pero d'Abo no perdió el tiempo. "Disfruto con el grupo", dijo a Pete Goodman. "Realmente tenemos un abanico enormemente amplio de gustos musicales entre nosotros".
El primer gran éxito de D'Abo con Manfred Mann fue "Semi-Detached Suburban Mr James". Estuvo a punto de grabarse con "Mr Jones" en el título antes de que al grupo se le ocurriera que podría interpretarse como una referencia implícita a Paul Jones. D'Abo grabó primero el álbum As Is (con el sencillo adjunto "Just Like a Woman" de Dylan). Todos los lanzamientos de Fontana en el Reino Unido y Mercury en Estados Unidos contaron con la participación de D'Abo.
Compuso y produjo "Handbags and Gladrags" de Chris Farlowe, un sencillo de éxito (que también grabaron Rod Stewart y Stereophonics y que posteriormente se convirtió en el tema musical del programa de televisión de la BBC The Office) y "The Last Goodbye". También escribió dos canciones grabadas por Rod Stewart en Immediate Records: "Little Miss Understood" y "So Much to Say (So Little Time)". Con d'Abo al frente, Manfred Mann cosechó numerosos éxitos, como "Ragamuffin Man", "Ha Ha Said the Clown", "My Name is Jack" y el número uno escrito por Dylan, "Quinn the Eskimo (The Mighty Quinn)", que retitularon simplemente "Mighty Quinn". Posteriormente, Manfred Mann se disolvió en 1969.

### Después de Manfred Mann
En 1968, él y Tony Macaulay coescribieron "Build Me Up Buttercup", que fue grabada por The Foundations y vendió más de cuatro millones de copias en abril de 1969, incluyendo un millón de discos en Estados Unidos.
En diciembre de 1968, d'Abo interpretó el papel principal de Gulliver Travels (sutilmente, no Gulliver's Travels) en el Mermaid Theatre, Blackfriars, Londres, y también representó a Herodes en la grabación original de Jesucristo Superstar. Tuvo un breve papel en la grabación original de Evita. También escribió "Loving Cup" para The Fortunes y "Mary, Won't You Warm My Bed" para Colin Blunstone. En 1970, compuso e interpretó la música de la película de Peter Sellers, There's a Girl in My Soup, e interpretó a John Lennon en No One was Saved en el programa de las escuelas del Royal Court Theatre. D'Abo también trabajó con Mike Smith, el antiguo teclista de The Dave Clark Five. En 1976, publicaron un álbum en el sello CBS (Reino Unido), Smith & d'Abo.

## Radio
En 1997, d'Abo presentó un programa en BBC Radio Bristol, "The Golden Years", en el que se interpretaba música de los años 50 en adelante; se emitía los sábados en BBC Radio Gloucestershire. Posteriormente, BBC Wiltshire Sound añadió el programa a su programación.
Durante la década de 1990, también presentó "Late Night West", un popular programa semanal en la radio local del oeste de Inglaterra durante cinco noches a la semana, que incluía música, concursos y una llamada telefónica de los oyentes. A finales de la década de 1990 colaboró en The Mike d'Abo Story, un documental escrito por Geoff Leonard, narrado y producido por Phil Vowels, y emitido en BBC Radio Bristol y BBC Radio Gloucestershire.
También presentó varios programas en BBC Radio 2 en 1986 y 1987.

## Familia
D'abo se ha casado tres veces. Su primer matrimonio fue con la modelo Maggie London en 1967. Tuvieron dos hijos: Ben d'Abo (nacido en 1967) y Olivia d'Abo (nacida en 1969). Su segunda esposa fue Karen y tuvieron un hijo, Bruno d'Abo. Su tercer matrimonio fue con Lisa Weaver en 1996, con la que tuvo a los gemelos Ella y Louis en julio de 2007. Es primo hermano de la actriz Maryam d'Abo. Su hermana Carol es viuda del difunto diputado y ministro conservador Sir Nicholas Baker.